# فيليبي ألكاراز
فيليبي ألكاراز هو كاتب وسياسي إسباني، ولد في 1 مارس 1943 في غرناطة في إسبانيا. نشط حزبياً في الحزب الشيوعي الإسباني.

## مناصب
- في الانتخابات العمومية الإسبانية 2000 [الإنجليزية]‏، انتخب عضو مجلس النواب الإسباني  [لغات أخرى]‏ عن دائرة Seville (Congress of Deputies constituency) [الإنجليزية]‏ خلال فترته النيابية  [لغات أخرى]‏ (22 مارس 2000 – 2 أبريل 2004).
- في الانتخابات العمومية الإسبانية 1996 [الإنجليزية]‏، انتخب عضو مجلس النواب الإسباني  [لغات أخرى]‏ عن دائرة Seville (Congress of Deputies constituency) [الإنجليزية]‏ خلال فترته النيابية  [لغات أخرى]‏ (12 مارس 1996 – 5 أبريل 2000).
- في الانتخابات العمومية الإسبانية 1993 [الإنجليزية]‏، انتخب عضو مجلس النواب الإسباني  [لغات أخرى]‏ عن دائرة Seville (Congress of Deputies constituency) [الإنجليزية]‏ خلال فترته النيابية  [لغات أخرى]‏ (18 يونيو 1993 – 27 مارس 1996).
- في الانتخابات العمومية الإسبانية 1979 [الإنجليزية]‏، انتخب عضو مجلس النواب الإسباني  [لغات أخرى]‏ عن دائرة جيان [الإنجليزية]‏ خلال فترته النيابية  [لغات أخرى]‏ (15 مارس 1979 – 21 يونيو 1982).